# You Shook Me All Night Long
You Shook Me All Night Long — песня австралийской хард-рок-группы AC/DC, первоначально выпущенная в составе альбома Back in Black; в августе 1980 года была издана синглом. 
В 1986 песня вошла в альбом Who Made Who, являющийся саундтреком к фильму Стивена Кинга «Максимальное ускорение», а позднее была переиздана синглом.

## О песне
Авторами песни являются Ангус Янг, Малькольм Янг и Брайан Джонсон. Текст песни повествует о том, как исполнитель провёл ночь с прекрасной женщиной.
Композиция получила успех среди фанатов группы, и с момента выхода стала регулярно исполняться на концертах, став одной из «визитных карточек» группы, наряду с «Back in Black» и «Highway to Hell». Помимо студийной, официально было издано 3 концертных версии песни: одна была выпущена на стороне «Б» переизданного в 1986 году сингла, вторая вошла в концертный альбом AC/DC Live, а третья была издана в составе бокс-сета Backtracks.
Существует две версии видеоклипа песни. Первая аналогична клипам других песен из альбома Back in Black и доступна на бокс-сете Backtracks. Вторая версия была снята через шесть лет после оригинального релиза песни (режиссёр — Дэвид Маллет). Согласно сюжету Ангус и Малькольм Янг следуют за Брайаном Джонсоном по городу Хаддерсфилд, когда он направляется к девушке.
Песня заняла 54-е место в списке «100 величайших песен рока» по версии журнала DigitalDreamDoor. Гитарное соло, исполняемое Ангусом Янгом, заняло 80-е место в рейтинге лучших гитарных соло по опросам читателей журнала Guitar World, а главный рифф — 78-е место в списке «100 величайших гитарных риффов» по версии журнала DigitalDreamDoor.

## Кавер-версии
- Американская дет-метал-группа Six Feet Under записала кавер-версию песни, вошедшую в альбом Graveyard Classics-2, который является кавером альбома Back in Black.[6].
- Канадская певица Селин Дион и американская Анастейша совместно исполнили кавер на песню.
- Кавер-версию композиции исполнила канадская певица Шанайя Твейн. Она была издана на видеоальбоме Up! Close and Personal.

## Участники записи
- Брайан Джонсон — вокал
- Ангус Янг — соло-гитара
- Малькольм Янг — ритм-гитара, бэк-вокал
- Клифф Уильямс — бас-гитара, бэк-вокал
- Фил Радд — ударные

## Позиции в чартах
| Год  | Чарт                         | Позиция |
| ---- | ---------------------------- | ------- |
| 1980 | Australian Kent Music Report | 8       |
| 1980 | Billboard Hot 100            | 35      |
| 1980 | UK Singles Chart             | 38      |
| 1986 | UK Singles Chart             | 46      |
| 1980 | German Singles Chart         | 29      |
| 1980 | French Singles Chart         | 5       |
| 1980 | Irish Singles Chart          | 19      |

## Сертификация
| Страна | Продажи   | Статус     |
| ------ | --------- | ---------- |
| США    | 1 000 000 | платиновый |